# Arija magga
Arija magga (pálí, árja márga v sanskrtu) je buddhistický termín pro čtyři Nadsvětské stezky směřující k nirváně.
Realizace nirvány probíhá téměř vždy ve čtyřech stupních:
1. sotápanna („ten, jenž vstoupil do proudu“)
2. sakadágámí („ten, jenž se vrátí jednou“)
3. anágámí („ten, jenž se už nevrátí“)
4. arahat („svatý“, „ten, jenž dosáhl nirvány“)

Lidé jsou podle Buddhova učení spoutáni deseti pouty. Jsou to jmenovitě 1. víra v existenci „já“, 2. skeptická pochybovačnost, 3. lpění na pravidlech a rituálech, 4. smyslná žádostivost, 5. zlá vůle, 6. touha po jemnohmotné existenci, 7. touha po nehmotné existenci, 8. domýšlivost, 9. nepokoj a 10. nevědomost. Praktikováním buddhismu, především meditací, lze dosáhnout dočasně nibbány. Dosažení každého z výše zmíněných stupňů se nazývá realizací stezky (magga), což jinými slovy znamená, že jedinec nirvánu alespoň jedenkrát zažil a některá z pout zničil nebo alespoň oslabil. Pokud je daný člověk schopen dosahovat nirvány na daném stupni opakovaně, nazývá se to realizací plodu (phalla). V textech se tak můžeme často setkat s termínem realizování magga-phalla, tedy realizací stezky i jejího plodu. 
Jedinci, kteří těchto stupňů dosáhnou, se nazývají „Ušlechtilí“ (arija puggala). Stezky se jmenují nadsvětské (lokuttara) proto, že vedou k odpoutání od světa pomíjivých a neuspokojivých jevů.
Nadsvětské stezky jsou přísně vzato okamžiky vědomí, mající jako objekt nirvánu. Vznikají vždy vhledem do Čtyř vznešených pravd, do pomíjivosti, neuspokojivosti a neosobnosti existence. Jejich dosažením je povaha jedince změněna jednou provždy.
Každý člověk může už v tomto přítomném životě, při odpovídajícím úsilí, dosáhnout kteréhokoli z výše zmíněných čtyř stupňů, pokud mu nebrání závažnější minulá negativní karma.

## Sotápanna
Ten, jenž vstoupil do proudu (vedoucího k nirváně) se může znovu zrodit nejvýše sedmkrát. Nejpozději tehdy dosáhne nirvány. Nemůže se také zrodit v tzv. nižších světech (pekelné světy, stav hladových duchů a v zvířecí podobě). 
Mahájánový buddhismus, kde dosažení nirvány ustupuje do pozadí ve prospěch ideálu bódhisattvy, popírá tuto nezvratnost směřování k osvícení. Některé texty dokonce uvádějí, že i arahat se ještě může rozhodnout pro nastoupení cesty bódhisattvy.
Dosažením tohoto stupně jsou zničena první tři pouta vázající bytosti k samsáře, tj. 1.víra v existenci „já“, 2. skeptická pochybovačnost a 3. lpění na pravidlech a rituálech.

## Sakadágámí
Sakadágámí, pokud nedosáhne vyšších stupňů vhledu, se zrodí v lidské podobě už jen jednou. Touto stezkou se jedinec téměř osvobodí od pout smyslové žádostivosti a zlé vůle.

## Anágámí
Anágámí plně zničil pouta smyslové vášně a zlé vůle. Pokud se nestane arahatem v tomto životě, zrodí se ve světě „čistého prodlévání“ (suddhávása), kde dosáhne nibbány.

## Arahat
Arahat (někdy též Arhat, Arahant) se zbavil i pěti vyšších pout, tj. žádostivosti po jemnohmotné a nehmotné existenci, domýšlivosti, nepokoje a nevědomosti. Je zcela očištěn od všech poskvrn a dosáhl konečného osvobození.
Pojmy jsou uváděny v pálí, není-li uvedeno jinak.